# Sint-Bartolomeüskerk (Praag)

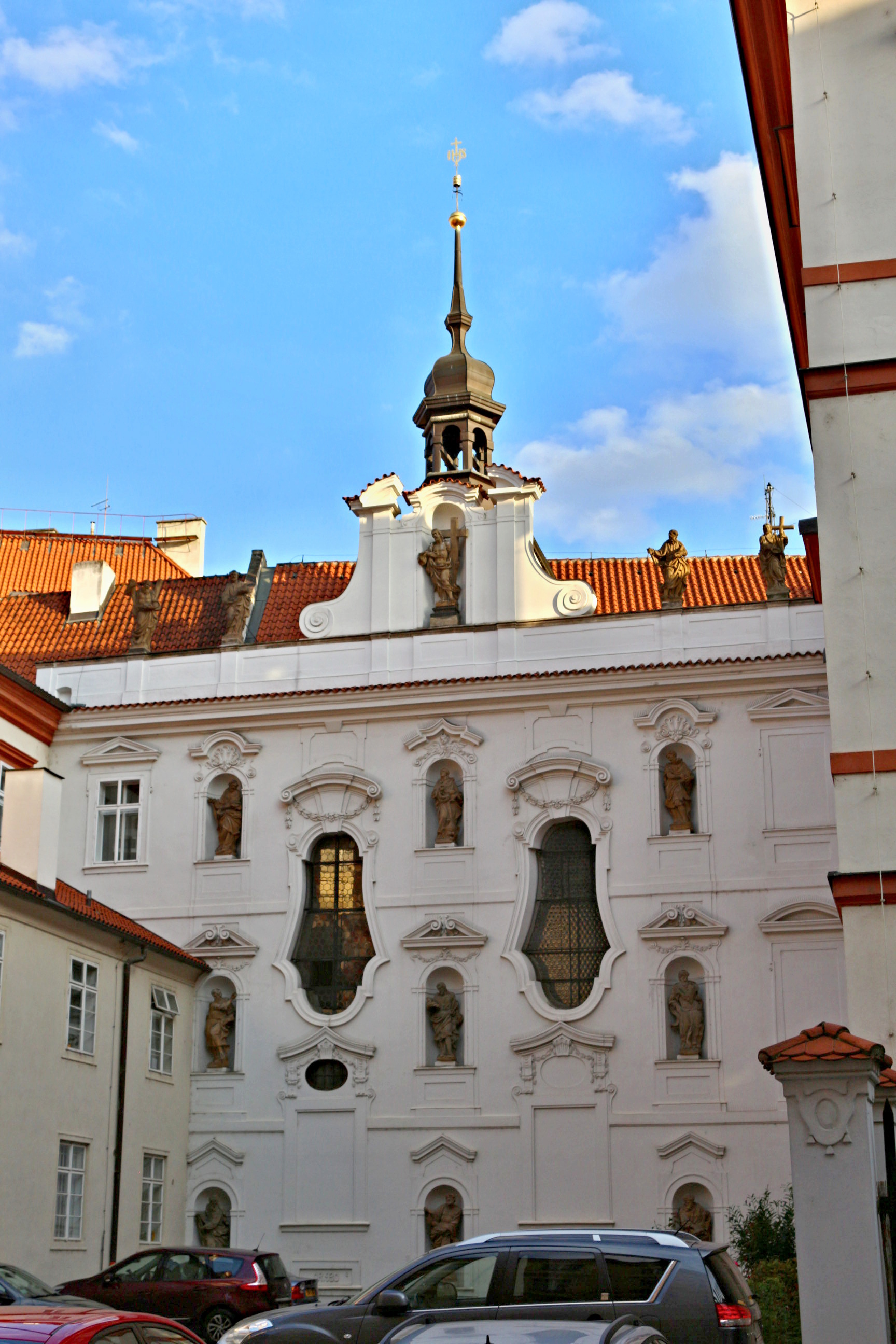
De Sint-Bartolomeüskerk in Praag

De Sint-Bartolomeüskerk (Tsjechisch: Kostel svatého Bartoloměje) is een kerk in de Oude Stad van de Tsjechische hoofdstad Praag. De aan de apostel Bartolomeüs gewijde kerk staat aan de Bartolomějské ulici (Bartolomeüsstraat). Het kerkgebouw werd tussen 1726 en 1731 gebouwd in barokstijl naar ontwerp van de architect Kilian Ignaz Dientzenhofer.